# ローロ・チュッフェンナ
ローロ・チュッフェンナ (伊: Loro Ciuffenna) は、イタリア共和国トスカーナ州アレッツォ県にある、人口約5,900人の基礎自治体（コムーネ）。

## 地理

### 位置・広がり

#### 隣接コムーネ
隣接するコムーネは以下の通り。
- カステル・フォコニャーノ
- カステル・サン・ニッコロ
- カステルフランコ・ピアーンディスコ
- カスティリオーン・フィボッキ
- オルティニャーノ・ラッジョーロ
- タッラ
- テッラヌオーヴァ・ブラッチョリーニ

### 気候分類・地震分類
ローロ・チュッフェンナにおけるイタリアの気候分類 (it) および度日は、zona E, 2140 GGである。
また、イタリアの地震リスク階級 (it) では、zona 3 (sismicità bassa) に分類される。

## 行政

### 分離集落
ローロ・チュッフェンナには以下の分離集落（フラツィオーネ）がある。
- Anciolina, Casale, Casamona, Chiassaia, Faeto, Gorgiti, Gropina, Il Borro, La Casa, Modine, Poggio di Loro, Pratovalle, Rocca Ricciarda, San Clemente in Valle, San Giustino Valdarno, Trappola, Trevane, Villa

## 姉妹都市
- Gruissan、フランス 1995年-
- Nyékládháza、ハンガリー 1998年-

## 文化・観光
「イタリアの最も美しい村」クラブ加盟コムーネである。